# ویتنی هیوستون
ویتنی الیزابت هیوستون (به انگلیسی: Whitney Elizabeth Houston؛ ۹ اوت ۱۹۶۳ – ۱۱ فوریهٔ ۲۰۱۲) خواننده و بازیگر آمریکایی بود. کتاب رکوردهای جهانی گینس در سال ۲۰۰۹ رکورد «جایزه‌دارترین هنرمند زن تاریخ» را به نام ویتنی هیوستون ثبت کرد. او در طی بیش از سه دهه فعالیت هنری‌اش ۴۱۵ جایزه دریافت کرد و با فروش بیش از ۲۰۰ میلیون نسخه از آثارش در سراسر جهان، یکی از پرفروش‌ترین هنرمندان موسیقی در تمام دوران هاست. هیوستون هفت آلبوم استودیویی و دو آلبوم موسیقی متن منتشر کرد که همهٔ آن‌ها دارای گواهی‌نامهٔ الماس، پلاتین، یا طلا توسط انجمن صنعت ضبط موسیقی ایالات متحده آمریکا (RIAA) هستند. سبک آواز خواندن او که به شدت از موسیقی گاسپل الهام گرفته شده بود، تأثیری بدیع بر موسیقی عامه پسند داشت.
هیوستون از کودکی آواز خواندن را در کلیسا آغاز کرد و هنگامی که در دبیرستان بود، به عنوان خواننده پس زمینه فعالیت می‌کرد. با راهنمایی رئیس اریستا رکوردز، کلیو دیویس، وی در ۱۹ سالگی به این انتشارات پیوست. دو آلبوم اول وی، ویتنی هیوستون (۱۹۸۵) و ویتنی (۱۹۸۷)، هر دو در جایگاه اول بیلبورد ۲۰۰ قرار گرفتند و در زمره پرفروش‌ترین آلبوم‌های موسیقی جهان قرار دارند. او تنها هنرمندی است که هفت تک‌آهنگ پیاپی‌اش در شماره یک جدول بیلبورد هات ۱۰۰ قرار گرفتند، از «تمام عشقم را برای تو نگه می‌دارم» در سال ۱۹۸۵ تا «قلب‌های شکسته کجا می‌روند» در سال ۱۹۸۸.
سومین آلبوم استودیویی هیوستون، من امشب عزیز توأم (۱۹۹۰)، دارای دو تک آهنگ شماره یک در بیلبورد هات ۱۰۰ می‌شد. هیوستون بازیگری را ابتدا در فیلم مهیج عاشقانه بادیگارد (۱۹۹۲) تجربه کرد. وی شش آهنگ برای موسیقی متن فیلم ضبط کرد، از جمله «همیشه عاشقت خواهم بود» که برنده جایزه گرمی ضبط سال و کل آلبوم برنده جایزه گرمی بهترین آلبوم سال شد. موسیقی متن فیلم همچنان پرفروش‌ترین آلبوم موسیقی متن تمام ادوار است. بعد از موفقیت بادیگارد، هیوستون در دو فیلم پر سر و صدای دیگر، انتظار برای بازدم (۱۹۹۵) و همسر واعظ (۱۹۹۶)، ایفای نقش کرد.
به دنبال موفقیت انتقادی و تجاری از آلبوم چهارمش، عشق من عشق توست (۱۹۹۸)، هیوستون قرارداد خود را با اریستا به مبلغ ۱۰۰ میلیون دلار تمدید کرد. با این حال، مشکلات شخصی‌اش بر حرفه موسیقی‌اش سایه افکند و آلبوم فقط ویتنی (۲۰۰۲) با انتقادات مختلفی روبرو شد. مصرف مواد مخدر و ازدواج پر سر و صدا او با خواننده بابی براون بازتاب گسترده‌ای در رسانه‌ها داشت. پس از شش سال وقفه در ضبط، هیوستون با آلبوم استودیویی نهایی خود، به تو می‌نگرم (۲۰۰۹) به صدر جدول بیلبورد ۲۰۰ بازگشت. در ۱۱ فوریه ۲۰۱۲، هیوستون را مرده در وان حمام اتاقش در هتل بورلی هیلتون واقع در بورلی هیلز، کالیفرنیا پیدا کردند. گزارش پزشک قانونی نشان داد که وی به علت بیماری قلبی و مصرف کوکائین در وان از حال رفته و تصادفاً غرق شده است. خبر درگذشت وی همزمان با مراسم گرمی ۲۰۱۲ بود و به‌طور برجسته در رسانه‌های بین‌المللی پخش شد. در سال ۲۰۲۰، نام هیوستون به تالار مشاهیر راک اند رول وارد شد.

## زندگی و حرفه

### ۱۹۶۳–۱۹۸۴: ابتدای زندگی، خانواده و ابتدای حرفه

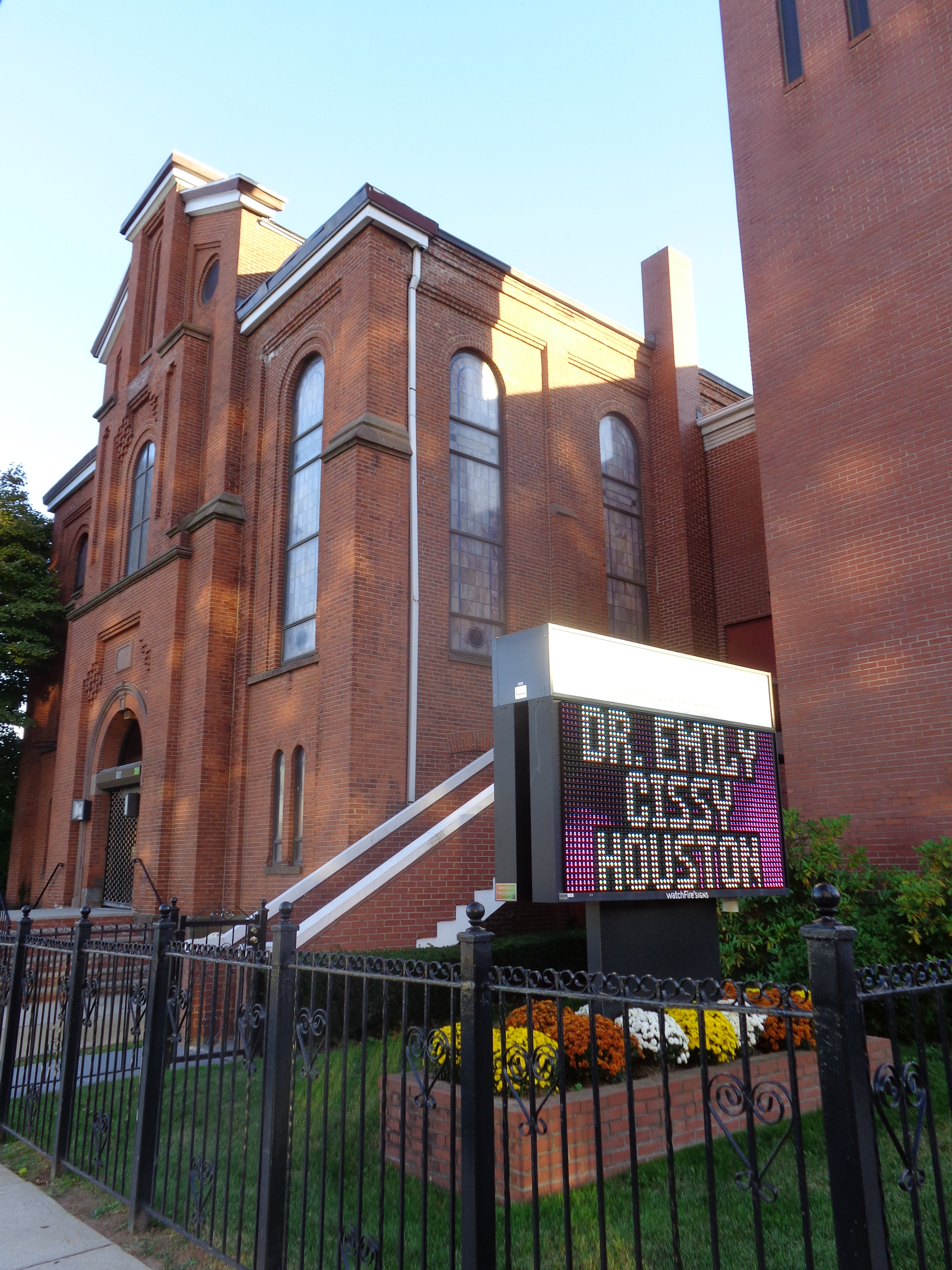
کلیسای نیوهوپ در نیوآرک، نیوجرسی که هیوستون در کودکی در آن آواز می‌خواند

ویتنی الیزابت هیوستون در ۹ اوت ۱۹۶۳ در خانواده‌ای طبقه متوسط در نیوآرک، نیوجرسی متولد شد. او فرزند افسر بازنشسته ارتش، جان راسل هوستون جونیور و خواننده موسیقی گاسپل امیلی «سیسی» درین کارد بود. والدین او هر دو آفریقایی-آمریکایی بودند. مادرخوانده او دارلین لاو و عمه افتخاری‌اش آرتا فرانکلین بود، که هیوستون او را اولین بار وقتی مادرش او را در سن هشت یا نه سالگی به استودیوی ضبط صدا برد، ملاقات کرد. هیوستون باپتیست بزرگ شد، اما تحت تأثیر کلیسای پنطیکاستال نیز قرار گرفت.
در یازده سالگی، هیوستون شروع به اجرا در گروه کر کلیسایی باپتیست در نیوآرک کرد، جایی که او نواختن پیانو را هم آموخت.
در حالی که هیوستون هنوز در مدرسه بود، مادرش، سیسی، به او خواندن را آموزش می‌داد. سیسی یکی از اعضای یک گروه موسیقی بود که سابقه خواندن در پس‌زمینه برای الویس پریسلی را داشتند. هوستون قسمتی از نوجوانی خود را به گشت و گذار در کلوپ‌های شبانه‌ای که مادرش در آن مشغول اجرای برنامه بود، می‌گذراند و گاهی همراه او بر روی صحنه اجرا می‌کرد.
در طی نوجوانی، هوستون با رابین کرافورد آشنا شد، که وی او را مانند «خواهر نداشته‌اش» توصیف می‌کرد. کرافورد بعدها به بهترین دوست، هم اتاقی و سپس دستیار اجرایی هیوستون تبدیل شد. پس از آنکه هیوستون به شهرت رسید، شایعه شد که او و کرافورد رابطه‌ای عاشقانه دارند، که هر دویشان آن را در سال ۱۹۸۷ انکار کردند. در سال ۲۰۱۹، چندین سال پس از مرگ هیوستون، کرافورد گفت که رابطه اولیه آنها شامل رابطه جنسی هم بوده است، اما هوستون از ترس واکنش دیگران به این کار پایان داد.
در اوایل دهه ۱۹۸۰، بعد از اینکه عکاسی او را در کلوپی در حال آواز خواندن با مادرش دید، هیوستون به عنوان یک مدل شروع به کار کرد. او اولین زن رنگین‌پوستی شد که روی جلد مجله سونتین ظاهر شد. وی همچنین در مجلات مشهوری مانند گلامور و کاسموپولیتن حضور یافت و در یک تبلیغ تلویزیونی برای نوشیدنی کانادا درای بازی کرد.
در سال ۱۹۸۳، یک استعدادیاب برای شرکت انتشارات موسیقی اریستا رکوردز، هیوستون را حال اجرای برنامه با مادرش در نیویورک دید. او کلایو دیویس، رئیس اریستا را متقاعد کرد که وقت بگذارد تا عملکرد او را ببیند. دیویس بسیار تحت تأثیر قرار گرفت و بلافاصله پیشنهاد بک قرارداد کار جهانی را به هیوستون داد، که وی آن را امضا کرد. (شرکت‌های انتشار موسیقی دیگری نیز پیش از این به هیوستون پیشنهاد داده بودند - مایکل زاگر در ۱۹۸۰ و توسط الکترا رکوردز در ۱۹۸۱ - اما مادرش آنها را رد کرد به این دلیل که ویتنی هنوز دبیرستان را تمام نکرده بود.)
هیوستون اولین تک آهنگ خود برای انتشارات جدیدش، «مرا نگه‌دار»، را به همراه تدی پندرگرس ضبط کرد. این تک آهنگ در سال ۱۹۸۴ منتشر شد و اولین طعم موفقیت را به هیوستون چشاند. این تک‌آهنگ همچنین در اولین آلبوم او در سال ۱۹۸۵ گنجانده شد.

### ۱۹۸۵–۱۹۸۶: آلبوم ویتنی هیوستون و رسیدن به شهرت جهانی
اولین آلبوم هیوستون با نام کامل خودش ویتنی هیوستون در فوریه ۱۹۸۵ منتشر شد. مجله رولینگ استون از هیوستون تعریف و تمجید کرد و او را «یکی از هیجان انگیزترین صداهای جدید پس از سال‌ها» خواند و نیویورک تایمز این آلبوم را «ویترینی چشمگیر و محافظه کارانه موسیقی توسط یک استعداد استثنایی خوانندگی» توصیف کرد.
در طول یک سال پس از انتشار اولیه، آلبوم به مدت ۱۴ هفته غیر متوالی در صدر جدول بیلبورد ۲۰۰ قرار داشت. هیوستون در نمودارهای پایان سال بیلبورد در سال ۱۹۸۶ هنرمند شماره یک سال و آلبوم ویتنی هوستون آلبوم شماره یک سال شدند. او اولین خواننده زنی شد که به این مهم دست می‌یافت. در آن زمان، این آلبوم تبدیل به پرفروش‌ترین آلبوم اول یک هنرمند انفرادی شد. سپس هوستون تور جهانی خود را با عنوان تور جهانی بزرگ‌ترین عشق آغاز کرد. این آلبوم به یک موفقیت بین‌المللی تبدیل شد، فقط در ایالات متحده آمریکا دارای گواهینامه ۱۳ بار پلاتین (الماس) شده بود و تاکنون حدود ۲۲ میلیون نسخه در سراسر جهان فروخته است.
در جوایز گرمی ۱۹۸۶، هیوستون نامزد دریافت سه جایزه از جمله جایزه گرمی آلبوم سال شد. او اولین جایزه گرمی خود را در دسته‌بندی بهترین اجرای پاپ زن برای تک‌آهنگ «تمام عشقم را برای تو نگه می‌دارم» به‌دست‌آورد. بعداً اجرای آهنگ توسط هیوستون در جریان پخش تلویزیونی گرمی باعث شد وی جایزه امی را هم برای اجرای برجسته فردی در یک برنامه تلویزیونی دریافت کند.
هیوستون در سال ۱۹۸۶ و ۱۹۸۷ در مجموع هفت جایزه موسیقی آمریکا و یک جایزه ویدئو موسیقی ام‌تی‌وی را از آن خود کرد. اولین آلبوم هیوستون به عنوان یکی از ۵۰۰ آلبوم برتر تمام اعصار رولینگ استون قرار گرفت. به دنبال موفقیت بزرگ هیوستون، درها برای دیگر زنان آفریقایی-آمریکایی مانند جانت جکسون و آنیتا بیکر برای موفقیت چشمگیر در موسیقی محبوب و ام‌تی‌وی باز شد.

### ۱۹۸۷–۱۹۹۱: ویتنی و من امشب عزیز تو ام
آلبوم دوم هیوستون، ویتنی، در ژوئن ۱۹۸۷ منتشر شد. بسیاری از منتقدان اظهار کردند که آلبوم بیش از حد به آلبوم قبلی او شباهت دارد. رولینگ استون نوشت: «ناامیدکننده است که این استعداد تنها در چنین کانال باریکی هدایت می‌شود». با این حال آلبوم از موفقیت تجاری بسیار خوبی برخوردار شد. آلبوم در شماره یک جدول بیلبورد ۲۰۰ جای گرفت. اولین تک آلبوم "می‌خوام با کسی برقصم (که عاشقم باشه)" نیز با استقبال گسترده‌ای در سراسر جهان روبرو شد و در رتبه اول جدول ۱۰۰ تک‌آهنگ داغ بیلبورد قرار گرفت. سه تک‌آهنگ بعدی آلبوم، "آیا ما تقریباً همه‌اش را نداشتیم"، "خیلی احساسی" و "قلب‌های شکسته کجا می‌روند"، همگی در رتبه اول ۱۰۰ تک‌آهنگ داغ بیلبورد قرار گرفتند و هوستون با احتساب ۳ تک‌آهنگ شماره یک در آلبوم قبلی‌اش به رکورد ۷ تک‌آهنگ پیاپی در صدر ۱۰۰ تک آهنگ داغ بیلبورد دست یافت، که هنوز هم آن را در اختیار دارد. هوستون اولین زنی شد که از یک آلبوم چهار تک‌آهنگ شماره یک به‌دست‌آورد. آلبوم ویتنی برای فروش بیش از ده میلیون در ایالات متحده ۱۰ بار نسخه گواهی پلاتین در ایالات متحده دریافت کرده است و در کل حدود ۲۰ میلیون نسخه در سراسر جهان فروخته است.
پس از انتشار آلبوم، هیوستون تور جهانی لحظه حقیقت را آغاز کرد که یکی از پردرآمدترین تورهای سال ۱۹۸۷ بود. موفقیت دو تور و دو آلبوم اول هیوستون در طی سالهای ۱۹۸۶ تا ۸۷، او را در رتبه هشتم پردرآمدترین سرگرم‌کنندگان جهان از نگاه مجله معتبر فوربز قرار داد. او در مجموع پردرآمدترین زن آفریقایی-آمریکایی و پس از بیل کازبی و ادی مورفی سومین آفریقایی-آمریکایی فهرست بود.

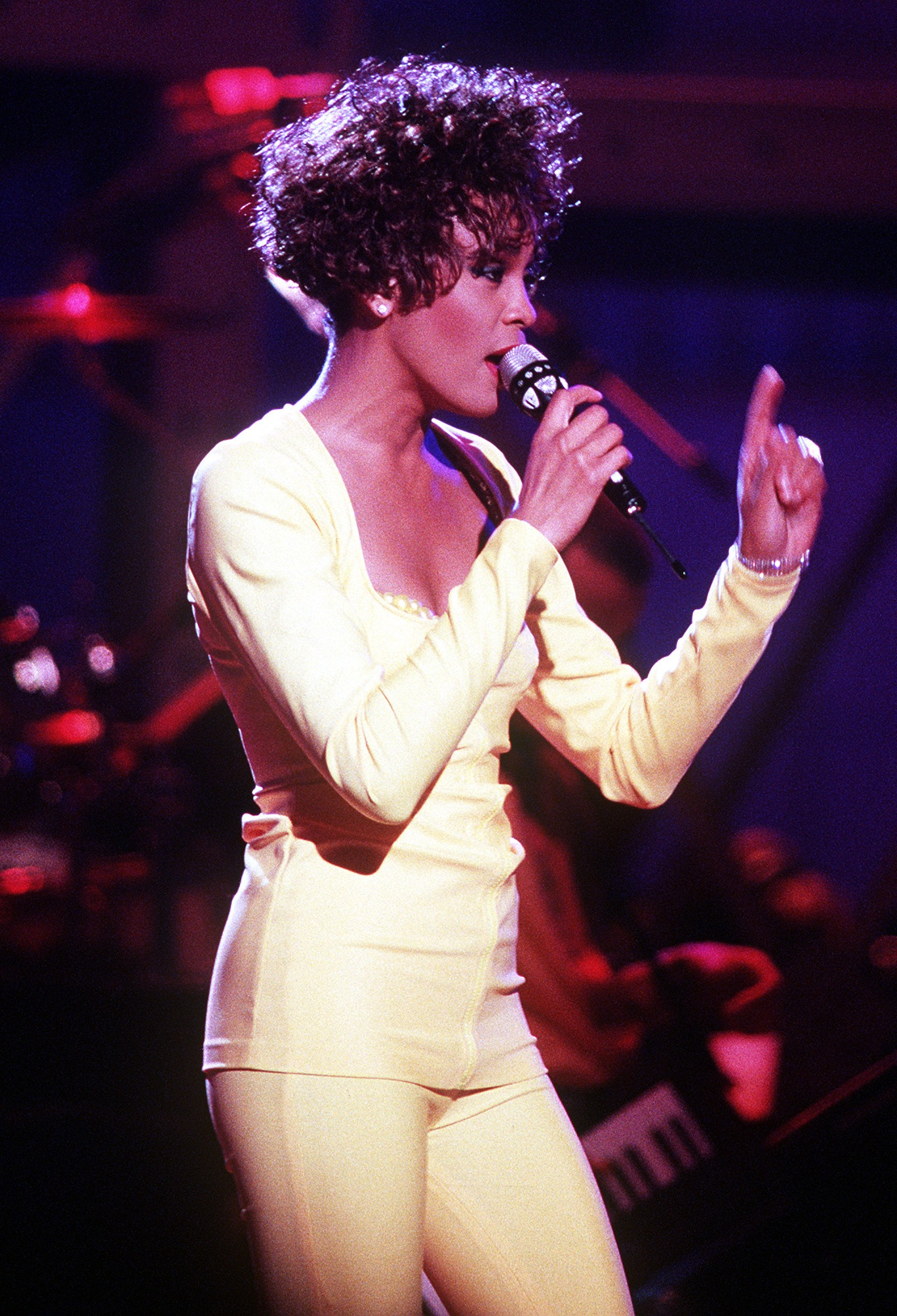
هیوستون در حال اجرا در سال ۱۹۹۱

هیوستون از طرفداران نلسون ماندلا و جنبش ضد آپارتاید بود. در روزهای کارش در حرفه مدلینگ، او از همکاری با آژانس‌هایی که در آن زمان با آپارتاید آفریقای جنوبی تجارت می‌کردند خودداری می‌کرد. در ۱۱ ژوئن ۱۹۸۸، هیوستون به سایر خوانندگان در استادیوم ومبلی لندن پیوست تا مجموعه‌ای را به مناسبت هفتادمین سالگرد تولد نلسون ماندلا، که در آن زمان در زندان بود اجرا کنند. بیش از ۷۲۰۰۰ نفر در استادیوم ومبلی حضور یافتند و بیش از یک میلیارد نفر در سراسر جهان اجراها را از تلویزیون تماشا کردند. بیش از یک میلیون دلار برای خیریه‌هایی که درمورد آپارتاید آگاهی رسانی می‌کرد، جمع شد. او برای المپیک تابستانی ۱۹۸۸ تک‌آهنگ یک لحظه در زمان را خواند و در سال ۱۹۸۹ بنیاد خیریه خود را تأسیس کرد.
هیوستون با سومین آلبوم استودیویی خود، من امشب عزیز تو ام، که در نوامبر ۱۹۹۰ منتشر شد، سبک‌های جدیدی به خود گرفت. همکاری او با خوانندگانی همچون استیوی واندر، لوتر وندرس و بیبی‌فیس در این آلبوم نشان داد که هیوستون قابلیت خواندن در سبک‌های جدیدی از شیارهای ریتمیک سخت، تصنیف‌های روح‌انگیز و آهنگ‌های رقص با سرعت بالا را دارد. بررسی‌ها از آلبوم متفاوت بود. رولینگ استون احساس کرد که «بهترین و یکپارچه‌ترین آلبوم» وی است. در حالی که هفته‌نامه انترتینمنت ویکلی، در آن زمان تصور نوشت که این تغییر جهت او «سطحی» است. این آلبوم در بیلبورد ۲۰۰ در جایگاه سوم قرار گرفت و با حدود ۱۰ میلیون نسخه فروش جهانی، به گواهینامه ۴ بار پلاتین در ایالات متحده رسید.

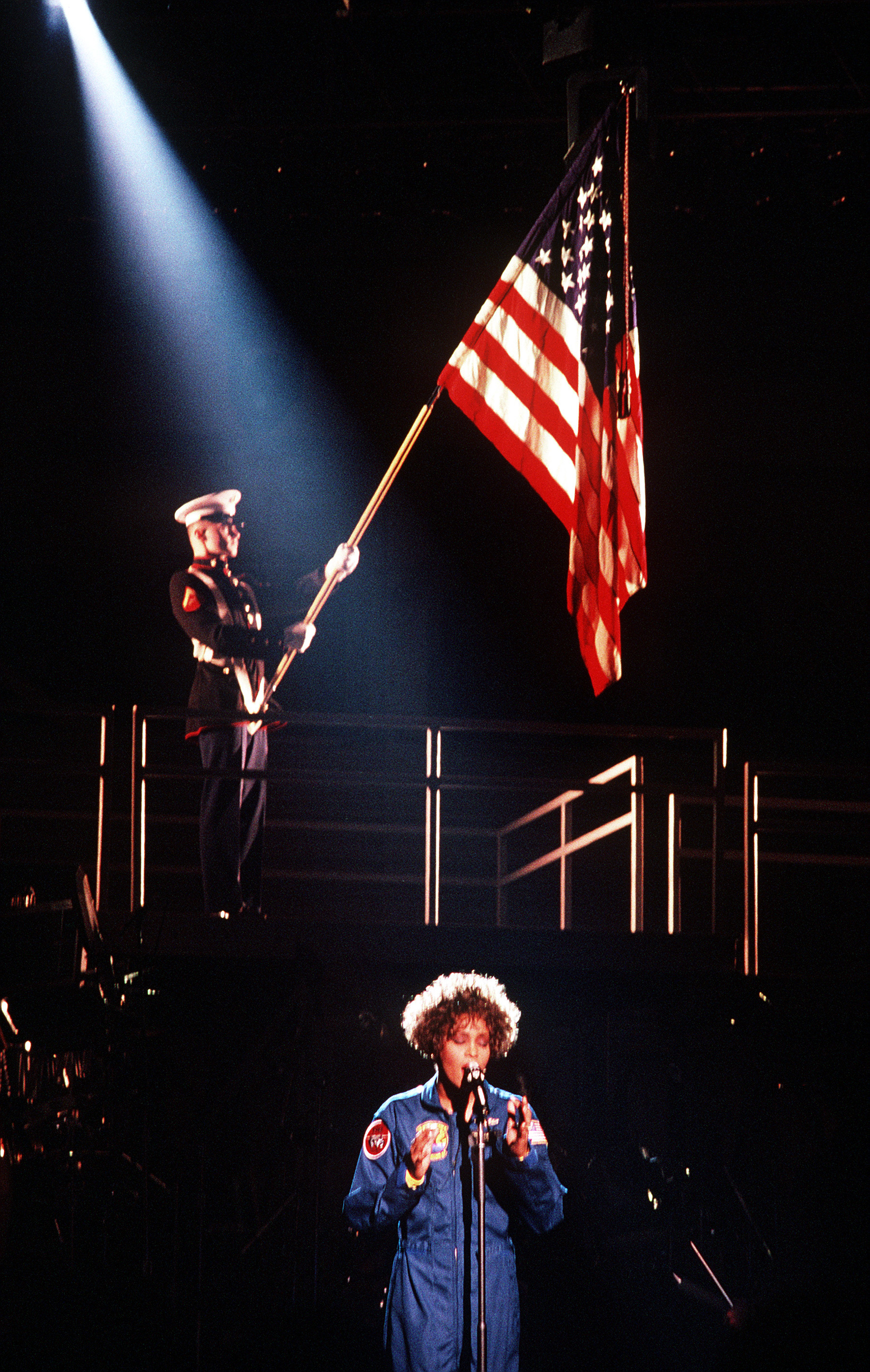
هیوستون در حال اجرای کنسرت برای نظامیان بازگشته از جنگ در ۳۱ مارس ۱۹۹۱

در میانه جنگ خلیج فارس، در ۲۷ ژانویه ۱۹۹۱، هوستون «پرچم پرستاره»، سرود ملی ایالات متحده را در سوپر بول اجرا کرد. صدای آواز هوستون از قبل ضبط شده بود و این، انتقاداتی را برایش به دنبال داشت. کمی بعدتر در همان سال، هیوستون کنسرتی را برای سربازان جنگ خلیج فارس و خانواده‌هایشان، برگزار کرد. این کنسرت رایگان در ایستگاه نیروی دریایی در نورفک، ویرجینیا و در حضور ۳۵۰۰ نظامی مرد و زن برگزار شد.

### ۱۹۹۲–۱۹۹۷: ازدواج، بادیگارد و فعالیت سینمایی
هیوستون در سال ۱۹۸۹ با بابی براون خواننده سبک آراندبی آشنا شد. پس از سه سال رابطه، این دو در ۱۸ ژوئیه ۱۹۹۲ با هم ازدواج کردند. در ۴ مارس ۱۹۹۳، هیوستون دخترش، بابی کریستینا براون را به دنیا آورد.
با موفقیت گسترده تجاری وی در موسیقی، پیشنهادهایی برای بازی در فیلم از جمله برای همکاری با رابرت دنیرو، کوینسی جونز و اسپایک لی به او داده شد، اما هیوستون احساس کرد که آماده کار در چنین سطحی نیست. اولین نقش سینمایی او در فیلم بادیگارد بود که در سال ۱۹۹۲ اکران شد و کوین کاستنر در آن با هیوستون هم بازی بود. هیوستون در نقش راشل مارون بازی کرد، ستاره‌ای که یک هوادار دیوانه او را تعقیب می‌کند و برای محافظت از خود یک بادیگارد استخدام می‌کند. هیوستون برای بازی در این فیلم نامزد دریافت جایزه تمشک طلایی برای بدترین بازیگر زن شد. علی‌رغم بررسی‌های فنی متفاوت بر فیلم، فروش گیشه فیلم بسیار موفق بود و بیش از ۱۲۱ میلیون دلار در آمریکا و ۴۱۰ میلیون دلار در سراسر جهان فروش داشت و در زمان اکران به یکی از ۱۰۰ فیلم پرفروش تاریخ تبدیل شد؛ هرچند اکنون دیگر جزو آن‌ها نیست.
موفقیت اصلی برای هیوستون اما در موسیقی متن فیلم بود. او بادیگارد: آلبوم موسیقی متن اصلی را تهیه و شش آهنگ را برای آلبوم ضبط کرد. تک آهنگ اصلی آلبوم «من همیشه عاشقت خواهم بود»، که توسط دالی پارتن در سال ۱۹۷۴ نوشته و ضبط شده بود. نسخه هیوستون از آهنگ مورد تحسین منتقدان قرار گرفت و اغلب به عنوان «آهنگ شاخص» هیوستون شناخته می‌شود. این تک‌آهنگ برای ۱۴ هفته در صدر جدول ۱۰۰ تک‌آهنگ داغ بیلبورد قرار داشت که در آن زمان رکوردی محسوب می‌شد. این ترانه با موفقیت جهانی روبرو شد، تقریباً در همه کشورها در صدر جداول قرار گرفت و با حدود ۲۰ میلیون نسخه فروش، پرفروش‌ترین تک‌آهنگ یک خواننده زن در تمام دوران‌ها شد و هنوز هم کسی این رکورد را نشکسته است. این آهنگ همچنین در سال ۱۹۹۴ جایزه گرمی ضبط سال را هم برای هیوستون به ارمغان آورد.
علاوه بر موفقیت تک‌آهنگ «من همیشه عاشقت خواهم بود»؛ کل آلبوم موسیقی متن نیز در صدر جدول بیلبورد ۲۰۰ قرار گرفت و به مدت ۲۰ هفته غیر متوالی در آنجا بود. این آلبوم از ۱۸ بار گواهینامه پلاتین در ایالات متحده برخوردار شد و[۱۳۴] با فروش جهانی حدود ۴۵ میلیون نسخه به پرفروش‌ترین آلبوم موسیقی متن تمام ادوار تبدیل شد و هنوز هم این رکورد را در اختیار دارد. در گرمی ۱۹۹۴ آلبوم هم برنده جایزه گرمی آلبوم سال شد.
به دنبال موفقیت بادیگارد، هیوستون در طی سالهای ۱۹۹۳–۹۴ تور جهانی گسترده دیگری را برگزار کرد (تور جهانی بادیگارد). با درآمد حاصل از تور، آلبوم و فیلم در سال‌های ۱۹۹۳ و ۱۹۹۴ هیوستون پس از اپرا وینفری و باربارا استرایسند در فهرست مجله فوربز به عنوان سومین زن سرگرم‌کننده جهان با بیشترین درآمد قرار گرفت.

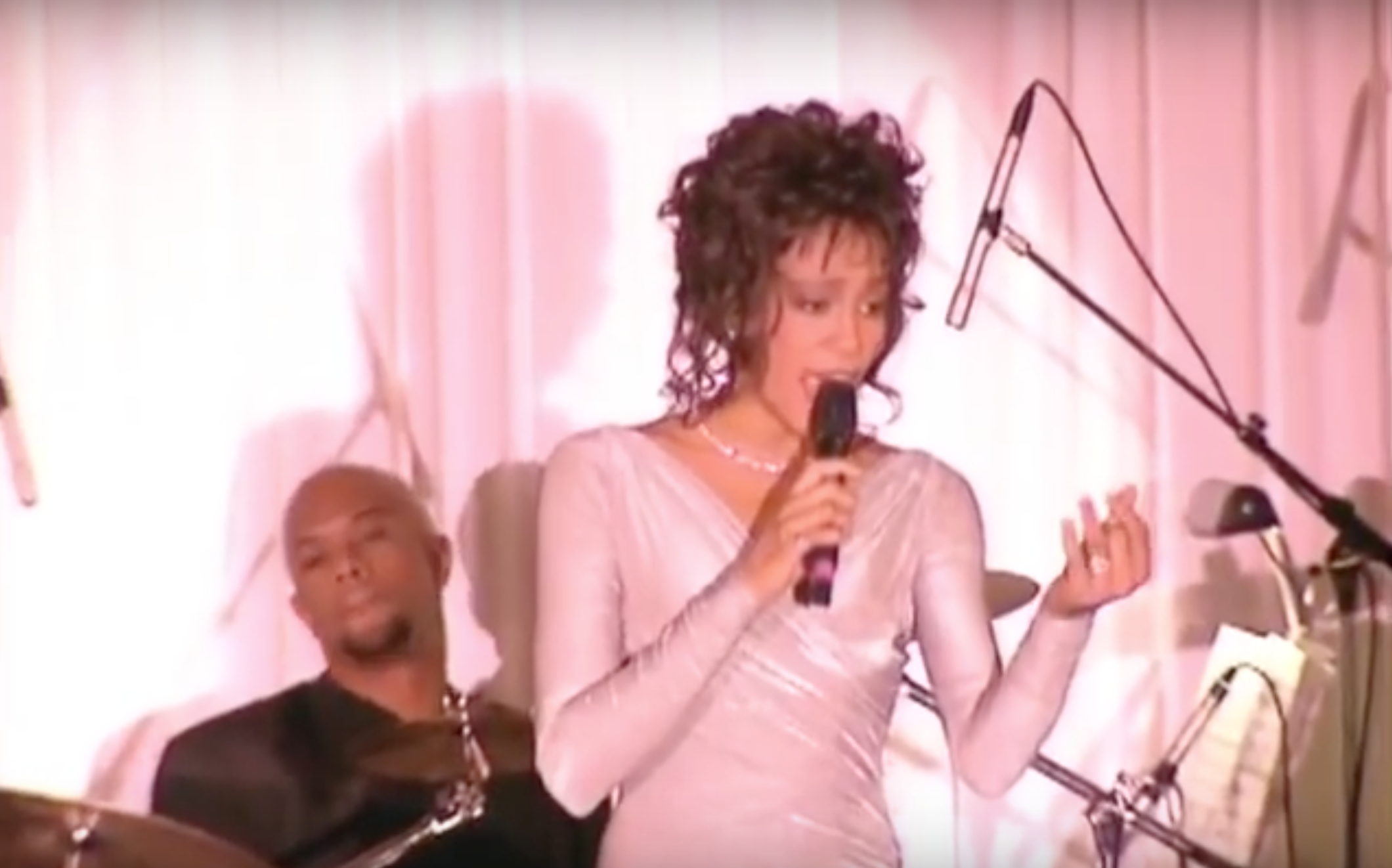
هیوستون در اکتبر ۱۹۹۴ در حال اجرا در ضیافت شام کاخ سفید به مناسبت حضور رئیس‌جمهور وقت آفریقای جنوبی، نلسون ماندلا

در سال ۱۹۹۵، هیوستون در کنار آنجلا باست، لورتا دیوین و للا روچون در فیلم دوم خود با عنوان «در انتظار بازدم» (en)، بازی کرد. داستان فیلم در مورد چهار زن سیاه‌پوست بود که درگیر روابط عاشقانه‌شان هستند. بررسی‌ها عمدتاً برای بازیگران گروه مثبت بود.
موسیقی متن فیلم، توسط بیبی‌فیس نوشته و تنظیم شد. اگرچه او در اصل می‌خواست هیوستون کل آلبوم را ضبط کند، اما او قبول نکرد. به جای آن، در این آلبوم طیف وسیعی از هنرمندان زن سبک آراندبی معاصر مانند مری جی. بلایژ، برندی نروود، تونی براکستون، آرتا فرانکلین و پتی لابل به همراه هیوستون در موسیقی متن فیلم حضور داشتند. آلبوم توسط منتقدان قوی توصیف شد و موفق به دریافت گواهینامه ۷ بار پلاتین در ایالات متحده شد؛ نشان دهنده فروش هفت میلیون نسخه در این کشور.
یک سال بعد، در سال ۱۹۹۶، هیوستون در فیلم کمدی همسر واعظ، با دنزل واشینگتن هم‌بازی شد. او نقش خواننده موسیقی گاسپل یک کلیسا را بازی می‌کند که همسر کشیش آن کلیسا نیز هست. هیوستون برای این نقش ۱۰ میلیون دلار درآمد کسب کرد و این رقم او را به یکی از پردرآمدترین بازیگران زن آن زمان هالیوود و پردرآمدترین بازیگر زن آفریقایی-آمریکایی در هالیوود تبدیل کرد. این فیلم که تمام بازیگران اصلی‌اش آفریقایی-آمریکایی بودند، با موفقیت متوسطی روبرو شد و تقریباً ۵۰ میلیون دلار در گیشه‌های ایالات متحده فروخت. در میان تمامی فیلم‌های هیوستون، بازی او در این فیلم توسط منتقدان مطلوب‌تر توصیف شد.
در دسامبر ۱۹۹۶، یک سخنگوی به نمایندگی از هیوستون تأیید کرد که وی یک سقط جنین ناخواسته را تجربه کرده است.

### ۱۹۹۸–۲۰۰۰: عشق من عشق توست و ویتنی: بهترین آهنگ‌ها
پس از صرف بیشتر اوایل و اواسط دهه ۱۹۹۰ برای کار بر روی فیلم‌های سینمایی و آلبوم‌های موسیقی متن آن‌ها، هیوستون اولین آلبوم خود پس از هشت سال را در میان تحسین منتقدان با نام عشق من عشق توست در نوامبر ۱۹۹۸ منتشر کرد. آلبوم فقط در شش هفته ضبط و میکس شد در جدول بیلبورد ۲۰۰ در اوج خود جایگاه سیزدهم قرار گرفت.
از اواخر سال ۱۹۹۸ تا اوایل سال ۲۰۰۰، آلبوم چندین تک‌آهنگ موفق از آلبوم به‌دست آمد: «وقتی باور کردی» همکاری هیوستون با ماریا کری که برای آلبوم موسیقی متن انیمیشن شاهزاده مصر ضبط شد و بعدتر در آلبوم عشق من عشق توست هم قرار داده شد، به یک موفقیت بین‌المللی تبدیل و برنده جایزه اسکار بهترین ترانه شد؛ هیوستون با ترانه «این درست نیست اما اشکالی ندارد» (en) ششمین جایزه گرمی خود به دست آورد.[۱۸۴] این آلبوم در آمریکا چهار میلیون نسخه فروخت و گواهینامه ۴ بار پلاتین و مجموعاً یازده میلیون نسخه فروش در سراسر جهان به‌دست‌آورد.
این آلبوم هیوستون برخی از بهترین نظرات منتقدان را برایش به همراه داشت و از نظر کیفی عالی توصیف شد. در سال ۱۹۹۹، هیوستون برنامه چهارمین تور جهانی‌اش، تور جهانی عشق من عشق توست را که شامل ۷۰ کنسرت در سراسر دنیا می‌شد را اعلام کرد. در حالی که تور در اروپا کامل برگزار شد، اما هیوستون ادامه کنسرت‌های [در طول] تابستان را به دلیل آنچه مشکلات گلو و «وضعیت برونشیت» اعلام شد، لغو کرد. در انتهای سال ۱۹۹۹، انجمن صنعت ضبط موسیقی ایالات متحده آمریکا هیوستون را با فروش معتبر ۵۱ میلیون نسخه در آن زمان در ایالات متحده به عنوان پرفروش‌ترین هنرمند زن سبک آراندبی قرن و بادیگارد (موسیقی متن) را به عنوان پرفروش‌ترین آلبوم موسیقی متن قرن معرفی کرد.
در مه ۲۰۰۰، ویتنی: بهترین آهنگ‌ها در سراسر جهان منتشر شد. این مجموعه شامل بهترین و موفق‌ترین ترانه‌های هیوستون و چند ریمیکس از آن‌ها بود. چهار آهنگ جدید هم در این آلبوم وجود داشت؛ که شامل همکاری با انریکه ایگلسیاس، جرج مایکل و دبورا کوکس بود. همراه با آلبوم، یک وی‌اچ‌اس و دی‌وی‌دی شامل موزیک ویدیوی آهنگ‌های آلبوم و چندین ویدئو از اجراهای زنده هیوستون منتشر شد. آلبوم حدود ۳ میلیون نسخه در ایالات متحده و ۱۰ میلیون نسخه در سراسر جهان فروخت.

### ۲۰۰۰–۲۰۰۷: فقط ویتنی و مشکلات شخصی

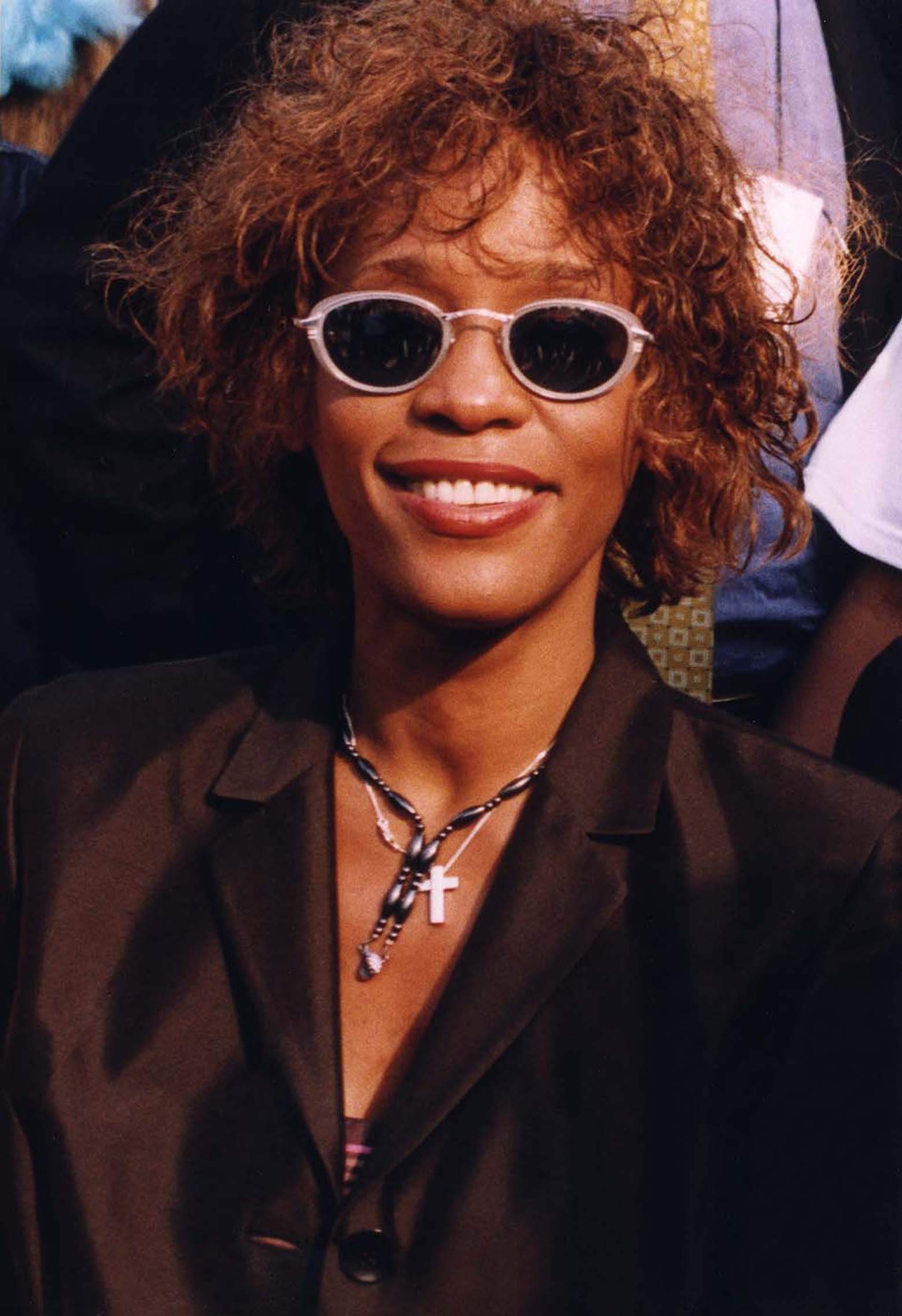
هیوستون در اکتبر ۲۰۰۰

اگرچه هیوستون در دهه ۱۹۸۰ و اوایل دهه ۱۹۹۰ به عنوان «دختری خوب» با چهره ای عالی دیده می‌شد، اما رفتار او تا سال ۱۹۹۹ و ۲۰۰۰ تغییر کرد. او اغلب ساعت‌ها برای مصاحبه‌ها، عکسبرداری‌ها و تمرینات تأخیر داشت، کنسرت‌ها و برنامه‌های گفتگو را لغو می‌کرد ظواهر، و گزارش‌هایی از رفتار غیرمعمول او منتشر شد. اجراهای لغو شده و کاهش وزن باعث پخش شایعاتی در مورد مصرف مواد مخدر توسط هیوستون و همسرش شد. در مارس ۲۰۰۰، که کلایو دیویس به تالار مشاهیر راک اند رول وارد شد، قرار بود هیوستون در مراسم او به اجرای برنامه بپردازد، اما او حضور نیافت.
اندکی پس از آن، هیوستون قرار بود در مراسم اسکار اجرا کند، اما توسط مدیر برنامه از اجرا در این مراسم اخراج شد. بعدها هیوستون خود اعتراف کرد که اخراج شده است. در آوریل ۲۰۰۰، رولینگ استون داستانی را منتشر کرد که بیان داشت مادر هیوستون و دیگران مداخله‌ای در ژوئیه ۱۹۹۹ انجام داده‌اند که تا ویتنی را ترغیب کنند که تحت درمان قرار گیرد، اما این مداخله ناموفق بوده است.
در اوت ۲۰۰۱، هیوستون با انتشارات اریستا / بی‌ام‌جی یکی از بزرگ‌ترین قراردادهای تاریخ موسیقی را امضا کرد. وی قرارداد خود را با صد میلیون دلار برای انتشار شش آلبوم جدید تمدید کرد. او ماه بعد در مراسم مایکل جکسون: سی‌امین سالگرد فعالیت هنری حضور پیدا کرد. او قرار بود در شب دوم مراسم اجرا داشته باشد، اما آن را لغو کرد. چند روز بعد، پس از حملات ۱۱ سپتامبر اجرای هیوستون از سرود ملی آمریکا با عنوان «پرچم پرستاره» مجدداً منتشر شد و درآمد حاصل از آن به صندوق نجات سازمان آتش‌نشانی نیویورک سیتی و پلیس نیویورک اهدا شد.
در سال ۲۰۰۲، هیوستون برای تبلیغ آلبوم آینده خود مصاحبه‌ای را با داین سایر انجام داد. در طول مصاحبه، هیوستون در مورد درمورد مصرف مواد مخدر و ازدواجش اظهار نظر کرد. وی خطاب به شایعات مداوم مربوط به مواد مخدر اظهار داشت که کراک مصرف نمی‌کند. با این حال، اعتراف کرد که از الکل، ماری جوانا، کوکائین و قرص استفاده کرده است. او همچنین تأیید کرد که مادرش او را ترغیب کرده است تا در مورد مصرف مواد مخدر تجدید نظر کند. هیوستون همچنین اختلال در غذا خوردن و کاهش وزنش را به استفاده از مواد مخدر مرتبط دانست.
در دسامبر ۲۰۰۲، هیوستون پنجمین آلبوم استودیویی خود به نام فقط ویتنی را منتشر کرد. فقط ویتنی پس از انتشار، انتقادات متفاوتی دریافت کرد. این آلبوم در اوج خود در شماره ۹ جدول بیلبورد ۲۰۰ قرار گرفت. چهار تک‌آهنگ منتشر شده از آلبوم در ۱۰۰ تک‌آهنگ داغ بیلبورد اصلاً موفق عمل نکردند. فقط ویتنی در مجموع در سراسر جهان فقط حدود ۲ میلیون نسخه فروخت، با اختلاف، کمتر از هر آلبوم دیگر هیوستون.
در دسامبر ۲۰۰۳، براون به دنبال مشاجره‌ای که شامل تهدید به ضرب و شتم هیوستون بود، بازداشت شد. پلیس گزارش داد که هیوستون از ناحیه صورت آسیب دیده است. پس از سالها جنجال و آشوب، هیوستون در سپتامبر ۲۰۰۶ از بابی براون جدا شد و ماه بعد تقاضای طلاق کرد. طلاق در ۲۴ آوریل ۲۰۰۷ نهایی شد و حضانت دختر این زوج به هیوستون اعطا شد.

### ۲۰۰۸–۲۰۱۲: بازگشت دوباره به موسیقی، سینما، تور و آلبوم به تو می‌نگرم

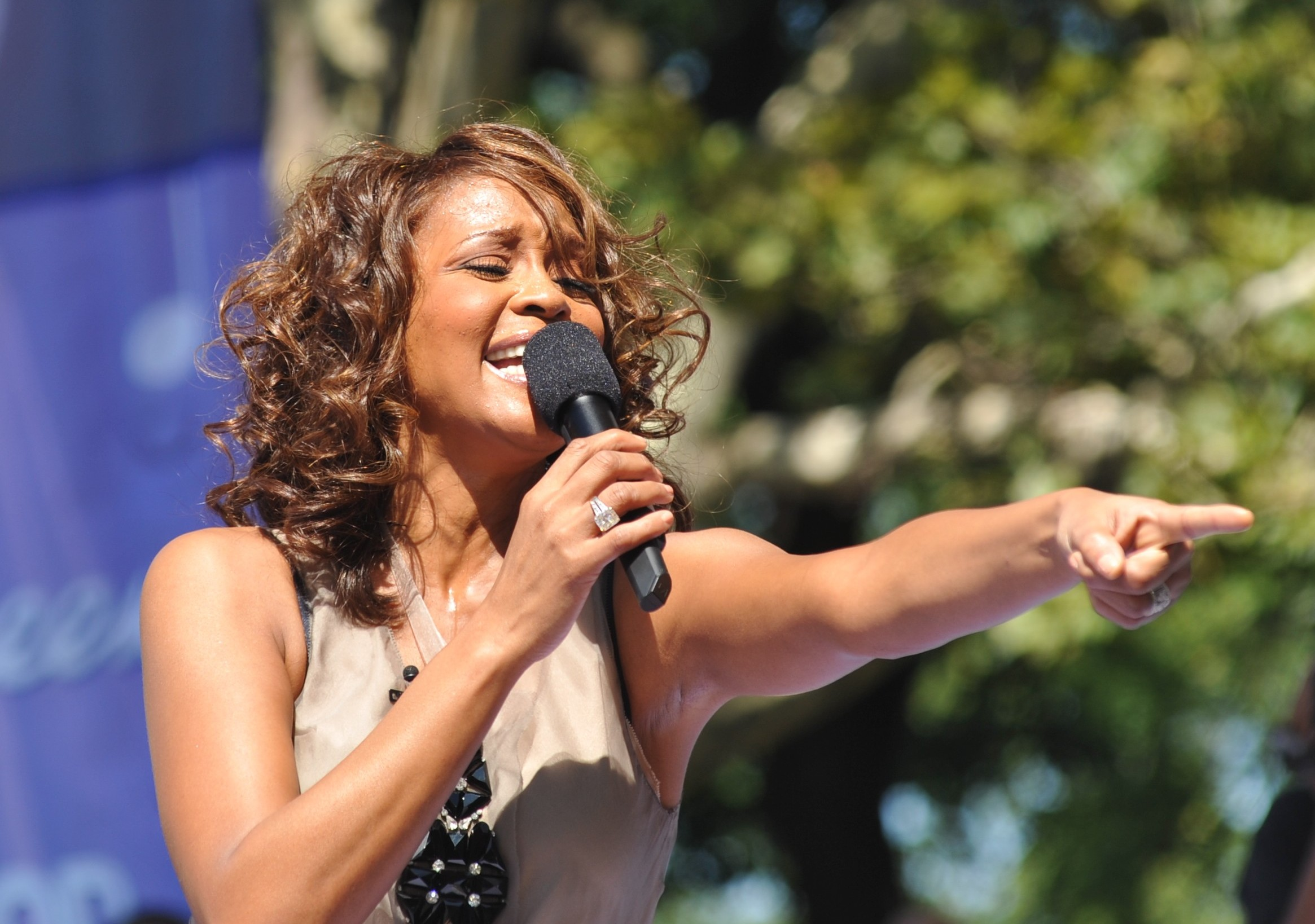
هیوستون در حال اجرا در برنامه صبح بخیر آمریکا، ۱ سپتامبر ۲۰۰۹

هیوستون در سپتامبر ۲۰۰۹، اولین مصاحبه خود را پس از هفت سال را انجام داد و در برنامه اپرا وینفری حضور یافت. ویتنی در این برنامه اعتراف کرد که در طول ازدواج با بابی براون شوهر سابق خود مواد مخدر مصرف کرده است. او به اپرا گفت که قبل از بازی در بادیگارد مصرف مواد مخدر او کم بود ولی او پس از موفقیت فیلم و تولد دخترش با شدت بیشتری مواد مخدر استفاده کرد و تا سال ۱۹۹۶ استفاده از مواد مخدر برایش تبدیل به یک کار روزمره شده بود. هیوستون به اپرا گفت که او در یک برنامه توان بخشی ۳۰ روزه شرکت کرده است. وقتی وینفری از او پرسید که آیا از مواد مخدر پاک شده، هیوستون پاسخ داد: «بله خانم. [اما] منظورم این است که می‌دانید، فکر نکنید که من تمایلی به آن ندارم.»
هوستون آلبوم جدید خود، من به تو می‌نگرم، را در اوت ۲۰۰۹ منتشر کرد. این آلبوم پس از حدود ۱۶ سال پس از انتشار آلبوم موسیقی متن بادیگارد، هیوستون را به صدر جدول بیلبورد ۲۰۰ بازگرداند. او همچنین در همان ماه به عنوان داور مهمان در فصل ششم مسابقه ایکس فکتور ظاهر شد.
کمی بعد هوستون تور جهانی جدیدش را تحت عنوان تور جهانی هیچ چیز جز عشق آغاز کرد. این اولین تور جهانی وی پس از حدود ده سال بود و به عنوان بازگشت پیروزمندانه اعلام شد. با این حال، برخی از انتقادهای فنی و برنامه‌ریزی مجدد کنسرت‌ها باعث جلب توجه منفی رسانه‌ها شد. هیوستون به دلایلی برخی از کنسرت‌ها را لغو کرد و از طرفداران ناامید شده از کیفیت صدا و عملکرد او، نظرات منفی گسترده‌ای دریافت کرد.

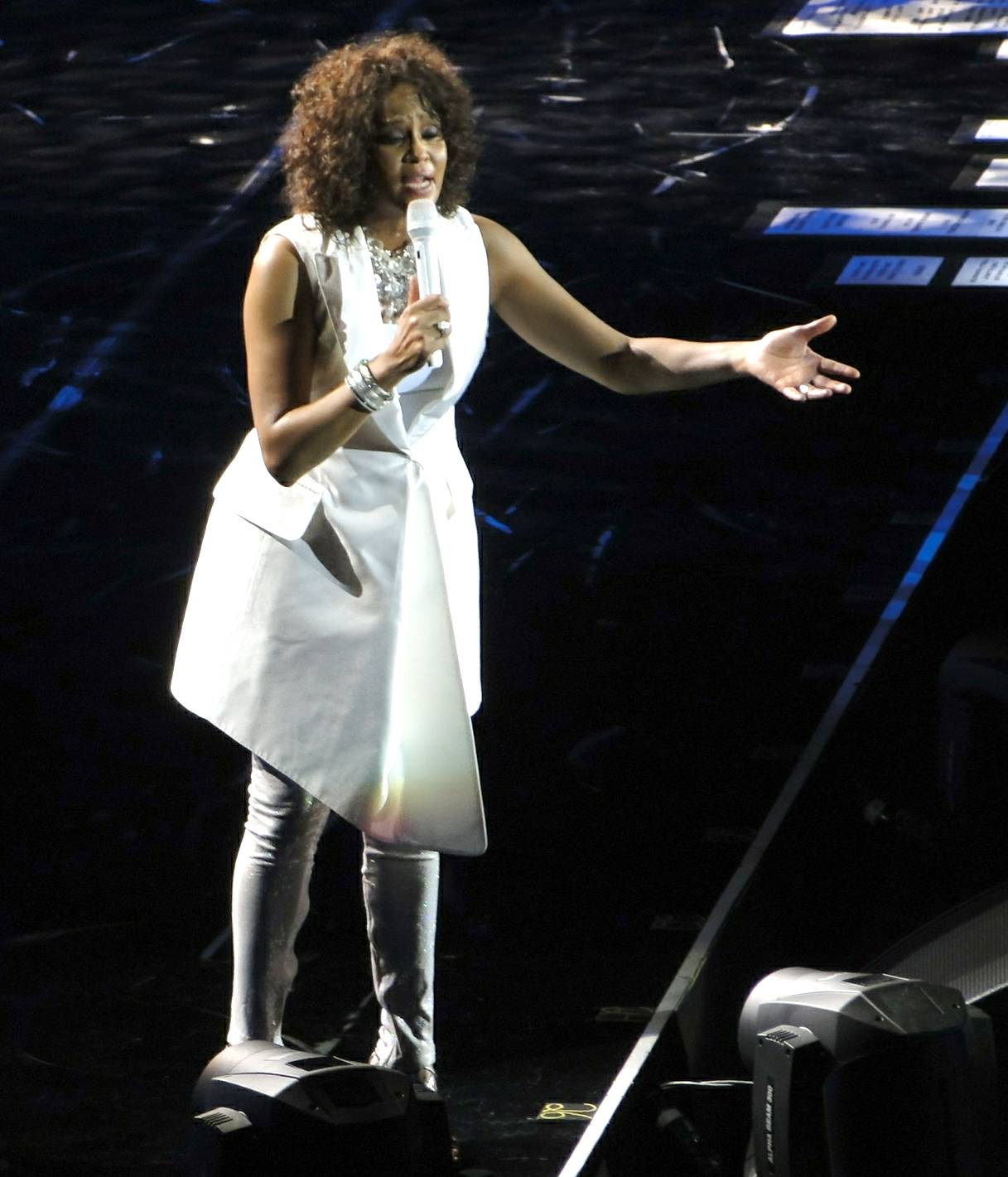
هیوستون در حال اجرا در ورزشگاه او۲ آرنا لندن، بخشی از تور جهانی تور جهانی هیچ چیز جز عشق، آوریل ۲۰۱۰

در مه ۲۰۱۱، هیوستون با توجه به مشکلات مواد مخدر و الکل، مجدداً در یک مرکز توان بخشی ثبت نام کرد. حدود ۴ ماه بعد در سپتامبر ۲۰۱۱، اعلام شد که هیوستون فیلم اسپارکل (en) بازی خواهد کرد. در این فیلم، هیوستون نقش مادر شخصیت اصلی فیلم، را به تصویر می‌کشد. هیوستون همچنین جزو تهیه‌کنندگان این فیلم هم بود. در ۲۱ مه ۲۰۱۲، «جشن گرفتن»، آخرین آهنگ ضبط شده هیوستون به عنوان بخشی از آلبوم موسیقی متن فیلم منتشر شد. فیلم در ۱۷ اوت ۲۰۱۲، در ایالات متحده اکران شد.

## زندگی شخصی
ازدواج وی در سال ۱۹۹۲ با بابی براون، خواننده آمریکایی، نیز با اختلاف‌های بسیاری همراه بود. بابی براون در سال‌های زندگی مشترک اش باهیوستن بارها به دلیل خشونت خانگی، تخلفات رانندگی و مسائل دیگر بازداشت شد.

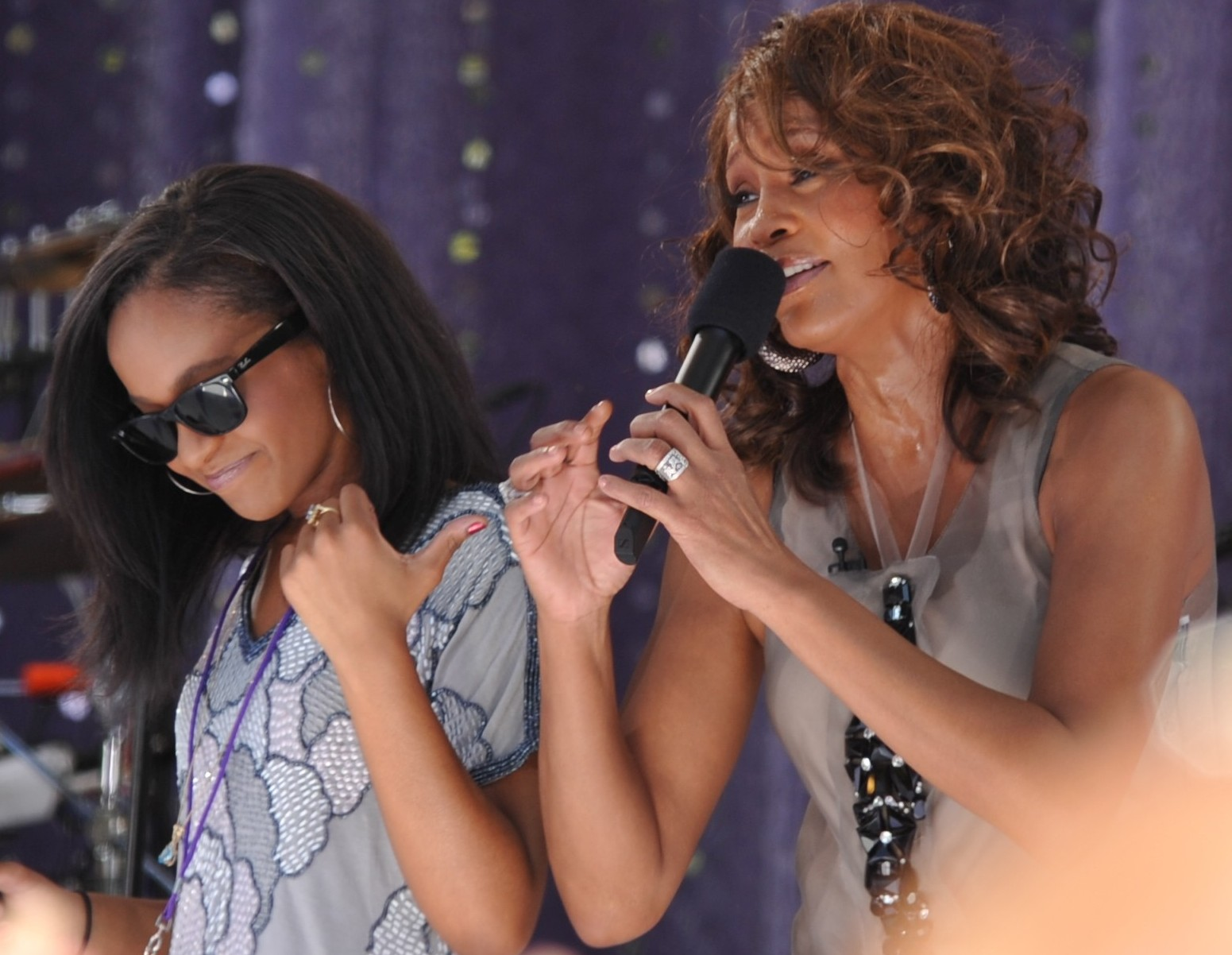
ویتنی هیوستون در حال اجرای آهنگ «عشق من عشق توست» به همراه دخترش بابی کریستینا براون در برنامه صبح بخیر آمریکا در سپتامبر ۲۰۰۹

ویتنی هیوستون در نهایت در سال ۲۰۰۷ به زندگی مشترک خود با بابی براون خاتمه داد؛ ازدواجی که ثمره آن یک دختر به نام بابی کریستینا بود که در ۴ مارس ۱۹۹۳ به دنیا آمد و در ۲۶ ژوئن ۲۰۱۵ در سن ۲۲ سالگی درگذشت.

## مرگ

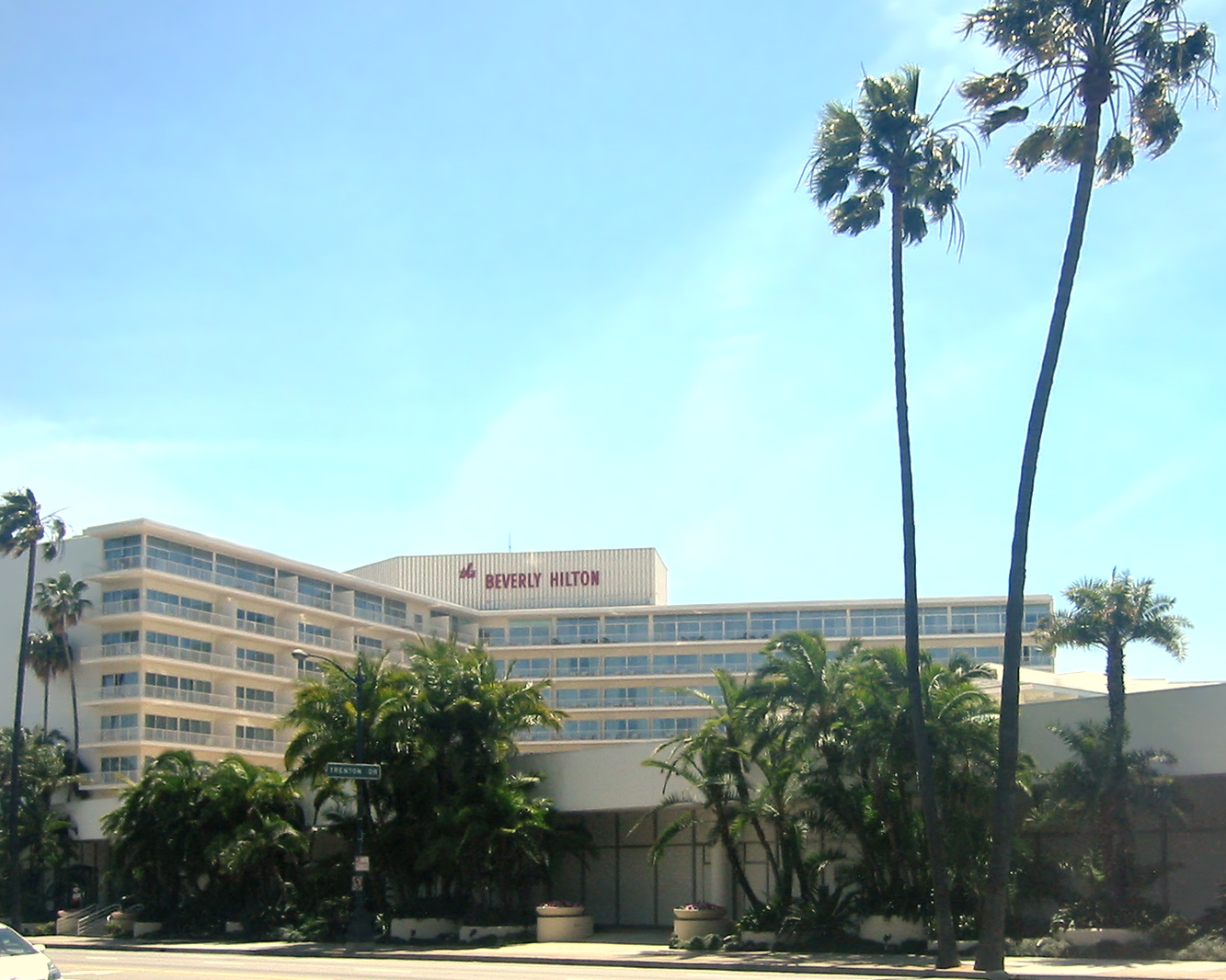
هتل بورلی هیلتون در بلوار ویلشر، در بورلی هیلز، کالیفرنیا

به گفته پلیس آمریکا، ساعت ۱۵:۴۳ دقیقه روز شنبه مسئولان هتل هیلتون بورلی هیلز تماسی اضطراری گرفته و نسبت به وضعیت سلامتی ویتنی هیوستون ابراز نگرانی کردند و تا رسیدن پلیس نیز پزشکان حاضر در هتل در تلاش بودند تا وی را نجات دهند، اما در نهایت هیوستون روز شنبه ۱۱ فوریهٔ ۲۰۱۲ و در ساعت ۳:۵۵ بعدازظهر به وقت محلی در اتاق خود در طبقهٔ چهارم هتل هیلتون بورلی هیلز در کالیفرنیا در سن ۴۸ سالگی درگذشت. بنا به گفتهٔ پلیس بورلی هیلز، در تحقیقات اولیه نشانی از جنایت پیدا نشد.
آرتا فرانکلین، خواننده معروف سول و آراندبی و مادرخوانده ویتنی هیوستون پس از شنیدن خبر مرگ وی در بیانیه‌ای گفت: «نمی‌توانم در این مورد صحبت کنم. بسیار تکان دهنده و باورنکردنی است. نمی‌توانم آنچه را روی صفحه تلویزیون می‌بینم باور کنم.»
در ۲۲ مارس ۲۰۱۲ دپارتمان پزشک قانونی شهرستان لس آنجلس گزارش کرد که مرگ هیوستون به دلیل حادثه غرق‌شدگی و «اثرات بیماری سرخرگ کرونری قلب و مصرف کوکائین» بوده است. نتایج سم‌شناسی نیز وجود داروهای دیفن‌هیدرامین، آلپرازولام، ماری‌جوآنا و سیکلوبنزاپرین در سیستم وی را نشان داد.

## آلبوم‌شناسی
- ویتنی هیوستون (۱۹۸۵)
- ویتنی (۱۹۸۷)
- من امشب عزیز تو ام (۱۹۹۰)
- عشق من عشق توست (۱۹۹۸)
- فقط ویتنی (۲۰۰۲)
- یک آرزو: آلبوم تعطیلات (۲۰۰۳)
- به تو می‌نگرم (۲۰۰۹)

## فیلم‌شناسی
- ۱۹۸۴: Gimme a Break
- ۱۹۹۲: بادیگارد
- ۱۹۹۵: انتظار به Waiting to Exhale
- ۱۹۹۶: همسر واعظ
- ۱۹۹۷: Rodgers & Hammerstein s Cinderella
- ۲۰۰۳: Boston Public
- ۲۰۰۴: سالن آرایش نورا Nora s Hair Salon